# Petaurista xanthotis
Petaurista xanthotis е вид бозайник от семейство Катерицови (Sciuridae).